# Regra matriz de incidência tributária
A regra-matriz de incidência tributária é uma norma de conduta que visa disciplinar a relação jurídico-tributária entre o fisco e o contribuinte.
A lei prevê um determinado fato jurídico tributário como hipótese de incidência tributária e, uma vez ocorrido o fato previsto, aparece a relação jurídica entre sujeito ativo e sujeito passivo. Concretizando-se os fatos descritos na hipótese, ocorre a consequência, e esta, por sua vez, prescreve uma obrigação patrimonial. Nela, encontraremos uma pessoa (sujeito passivo) obrigada a cumprir uma prestação em dinheiro.
A hipótese de incidência descreve a situação necessária e suficiente ao nascimento da obrigação tributária.
Os elementos da regra matriz são a hipótese e a consequência. Elas se desdobram em critérios.
Os critérios da hipótese são:
- Critério material (como);
- Critério espacial (onde);
- Critério temporal (quando).

Os critérios da consequência são:
- Critério pessoal, que se subdivide em sujeito ativo e sujeito passivo;
- Critério quantitativo, que se subdivide em base de cálculo e alíquota.

## Critério da Consequência
Os critérios da consequência se subdividem em duas partes. 
Critério pessoal
O critério pessoal é o critério que nos mostra quem são os sujeitos da relação. Subdivide-se em duas partes.

### Sujeito ativo
O sujeito ativo é sempre o credor, ou seja, o Estado. Entretanto devemos lembrar que existem os sujeitos ativos indiretos que são outros credores que não os entes federados. Por exemplo: uma entidade de classe (CRC, CRM...). 

### Sujeito passivo
Sujeito passivo é o devedor do tributo.
Critério quantitativo
O critério quantitativo é o critério que nos indica qual o montante do tributo será devido. Subdivide-se em duas partes.

### Base de Cálculo
Trata-se o disposto em lei como sendo o objeto de incidência tributária. Por exemplo, no caso do ICMS, trata-se do valor da operação, e no caso de imposto sobre a renda, trata-se da renda auferida pela pessoa física ou jurídica. 

### Alíquota
Sua função é apurar o tributo - função objetiva. Independe da forma, é importante chegar à uma prestação pecuniária, valor do tributo, que pode ser de duas formas:
- Ad valorem: é o percentual de incidência do tributo sobre a base de cálculo. Por exemplo, no caso da contribuição previdenciária a critério do empregador, a alíquota é de 20% sobre a folha de salários.
- Específica: é em forma de valor monetário (R$ 1,00, R$5,00). Nesse caso a base de cálculo deve ser uma medida, pois no calculo há que se chegar em uma prestação pecuniária.

## Critérios da Hipótese
Os critérios da hipótese se subdividem em três.

### Critério Material
O critério material é o verbo mais o complemento da norma. O critério material é justamente o enunciado que delimita o núcleo do acontecimento a ser promovido à categoria de fato jurídico. Em outras palavras, o critério material é a definição da hipótese de incidência, que ao ocorrer no mundo dos fatos, tornar-se-á o Fato Gerador do tributo. A título de exemplo: é devido o IPVA pelo fato de ser proprietário de veículo automotor.

### Critério Espacial
O critério espacial é justamente o critério que delimita o espaço físico em que a norma incidirá.

### Critério Temporal
O critério temporal é o que delimita o tempo em que a norma ocorrerá. Por exemplo: "Primeiro dia do ano", "Todo mês", "A cada trinta dias", etc.